# Themarohystrix alpina
Themarohystrix alpina är en tvåvingeart som beskrevs av Hardy 1986. Themarohystrix alpina ingår i släktet Themarohystrix och familjen borrflugor. Inga underarter finns listade i Catalogue of Life.